# Famila Basket Schio 2017-2018
Questa voce raccoglie le informazioni riguardanti la Famila Basket Schio nelle competizioni ufficiali della stagione 2017-2018.

## Stagione
La stagione 2017-2018 è la ventiseiesima consecutiva che la squadra scledense disputa in Serie A1.
Il 24 settembre conquista la nona Supercoppa battendo le campionesse d'Italia del Gesam Gas Lucca.
Il 13 maggio 2018 vince il suo nono scudetto, chiudendo la serie con Ragusa sul 3-2.

## Verdetti stagionali
Competizioni nazionali
- Serie A1: (33 partite)

stagione regolare: 1º posto su 10 squadre (19-3);
play-off: Vincitrice contro Ragusa (3-2).
- Coppa Italia: (2 partite)

finale vinta contro Lucca.
- Supercoppa italiana: (1 partita)

gara vinta il 24 settembre 2017 contro Lucca (70-54).
Competizioni europee
- EuroLega: (16 partite)

stagione regolare: 4º posto su 8 squadre nel girone B (7-7);
sconfitta ai quarti di finale dalle russe della Dinamo Kursk (0-2).

## Organigramma societario
Area dirigenziale
- Presidente: Marcello Cestaro

Area Tecnica
- Allenatore: Pierre Vincent
- Vice allenatore: Giustino Altobelli
- Assistente allenatore: Piero Zanella
- Addetto statistiche: Nicola Retis
- Preparatore atletico e Responsabile del settore giovanile: Caterina Todeschini

Area Sanitaria
- Medico Sociale: Giovanni Sambo
- Fisioterapista: Daniele Petroni

## Roster
|    | Naz.                   | Ruolo | Sportivo              | Anno | Alt. |  |        |
| -- | ---------------------- | ----- | --------------------- | ---- | ---- |  | ------ |
| 4  | Francia (bandiera)     | C     | Isabelle Yacoubou     | 1986 | 190  |  |        |
| 5  | Italia (bandiera)      | P     | Giulia Gatti          | 1989 | 168  |  |        |
| 7  | Francia (bandiera)     | A     | Endéné Miyem          | 1988 | 188  |  |        |
| 8  | Italia (bandiera)      | A     | Marzia Tagliamento    | 1996 | 183  |  |        |
| 10 | Stati Uniti (bandiera) | GA    | Jolene Nancy Anderson | 1986 | 173  |  |        |
| 11 | Italia (bandiera)      | GA    | Raffaella Masciadri   | 1980 | 185  |  | (cap.) |
| 12 | Slovenia (bandiera)    | C     | Eva Lisec             | 1995 | 193  |  |        |
| 13 | Slovacchia (bandiera)  | AC    | Žofia Hruščáková      | 1995 | 190  |  | [ 3 ]  |
| 15 | Italia (bandiera)      | A     | Cecilia Zandalasini   | 1996 | 189  |  |        |
| 18 | Italia (bandiera)      | P     | Giulia Vaidanis       | 1999 | 167  |  | [ 4 ]  |
| 20 | Italia (bandiera)      | C     | Mikol Pierini         | 2000 | 189  |  | [ 4 ]  |
| 21 | Italia (bandiera)      | A     | Monique Ngo Ndjock    | 1985 | 185  |  | [ 5 ]  |
| 22 | Italia (bandiera)      | C     | Kathrin Ress          | 1985 | 196  |  |        |
| 23 | Italia (bandiera)      | P     | Francesca Dotto       | 1993 | 169  |  |        |
| 25 | Italia (bandiera)      | A     | Laura Macchi          | 1979 | 188  |  |        |

## Mercato
I trasferimenti delle giocatrici sono i seguenti:

### Sessione estiva
| Acquisti | Acquisti        | Acquisti      | Acquisti   |
| R.       | Nome            | da            | Modalità   |
| -------- | --------------- | ------------- | ---------- |
| C        | Eva Lisec       | KSC Szekszárd | definitivo |
| P        | Francesca Dotto | Le Mura Lucca | definitivo |

| Cessioni | Cessioni         | Cessioni           | Cessioni       |
| R.       | Nome             | a                  | Modalità       |
| -------- | ---------------- | ------------------ | -------------- |
| P        | Núria Martínez   | Uni Girona         | fine contratto |
| AC       | Natasha Howard   | Zhejiang Far East  | fine contratto |
| C        | Martina Bestagno | Reyer Venezia      | fine contratto |
| P        | Giorgia Sottana  | Lattes Montpellier | fine contratto |

### Sessione autunnale
| Acquisti | Acquisti           | Acquisti      | Acquisti   |
| R.       | Nome               | da            | Modalità   |
| -------- | ------------------ | ------------- | ---------- |
| A        | Monique Ngo Ndjock | Le Mura Lucca | definitivo |
| A        | Žofia Hruščáková   | Dike Napoli   | definitivo |

| Cessioni | Cessioni | Cessioni | Cessioni |
| R.       | Nome     | a        | Modalità |
| -------- | -------- | -------- | -------- |

## Risultati

### Campionato

#### Play-off

##### Quarti di finale
| Arbitri: | Luca Maffei (Preganziol) Salvatore Nuara (Selvazzano Dentro) Chiara Corrias (Cordovado) |

|             |          |                 |
| Yacoubou 18 | Punti    | 18 van Grinsven |
| Miyem 5     | Assist   | 4 van Grinsven  |
| Yacoubou 10 | Rimbalzi | 10 Premasunac   |

| Arbitri: | Michele Centonza (Grottammare) Moreno Almerigogna (Trieste) Claudia Ferrara (Ferrara) |

|                     |          |                      |
| van Grinsven 16     | Punti    | 19 Anderson          |
| Pavia, Premasunac 2 | Assist   | 3 quattro giocatrici |
| van Grinsven 7      | Rimbalzi | 11 Yacoubou          |

##### Semifinale
| Arbitri: | Roberto Radaelli (Rho) Marcello Callea (Sassari) Elena Colazzo (Milano) |

|               |          |                   |
| Anderson 18   | Punti    | 15 Pastore        |
| Zandalasini 4 | Assist   | 3 Gemelos, Harmon |
| Yacoubou 9    | Rimbalzi | 9 Harmon          |

| Arbitri: | Alessio Dionisi (Fabriano) Francesco Meneghini (Verona) Valentina Del Monaco (Bologna) |

|            |          |            |
| Miyem 19   | Punti    | 26 Gemelos |
| Dotto 5    | Assist   | 7 Harmon   |
| Yacoubou 9 | Rimbalzi | 12 Dačić   |

| Arbitri: | Gianluca Gagliardi (Anagni) Antonio Bartolomeo (Cellino San Marco) Silvia Marziali (Roma) |

|                   |          |               |
| Cinili 17         | Punti    | 15 Miyem      |
| Gemelos, Harmon 4 | Assist   | 3 Zandalasini |
| Cinili 13         | Rimbalzi | 12 Yacoubou   |

| Arbitri: | Angelo Caforio (Brindisi) Pasquale Pecorella (Trani) Angela Rita Castiglione (Palermo) |

|           |          |                        |
| Harmon 24 | Punti    | 28 Yacoubou            |
| Gemelos 6 | Assist   | 3 Dotto                |
| Cinili 12 | Rimbalzi | 9 Anderson, Hruščáková |

##### Finale
| Arbitri: | Chiara Maschietto (Treviso) Giulio Pepponi (Spello) Elena Colazzo (Milano) |

|             |          |              |
| Yacoubou 23 | Punti    | 18 Consolini |
| Anderson 6  | Assist   | 5 Hamby      |
| Yacoubou 10 | Rimbalzi | 11 Hamby     |

| Arbitri: | Marco Vita (Ancona) Marco Pierantozzi (Ascoli Piceno) Silvia Marziali (Roma) |

|                |          |                   |
| Zandalasini 19 | Punti    | 22 Hamby          |
| Dotto 5        | Assist   | 3 Consolini, Soli |
| Anderson 11    | Rimbalzi | 12 Hamby          |

| Arbitri: | Gianluca Capotorto (Palestrina) Michele Centonza (Grottammare) Diletta Bandinelli (Perugia) |

|          |          |                        |
| Hamby 14 | Punti    | 11 Macchi, Zandalasini |
| Gorini 6 | Assist   | 4 Dotto                |
| Hamby 9  | Rimbalzi | 8 Anderson             |

| Arbitri: | Calogero Cappello (Porto Empedocle) Marco Catani (Pescara) Valentina Del Monaco (Bologna) |

|                |          |              |
| Hamby 22       | Punti    | 16 Miyem     |
| Kuster, Soli 6 | Assist   | 5 Dotto      |
| Kuster 9       | Rimbalzi | 7 Hruščáková |

| Arbitri: | Alessandro Costa (Livorno) Duccio Maschio (Firenze) Giulia Sartori (Arsiè) |

|             |          |                    |
| Yacoubou 15 | Punti    | 15 Consolini       |
| Anderson 4  | Assist   | 3 Consolini, Hamby |
| Anderson 8  | Rimbalzi | 9 Hamby, Kuster    |

### Supercoppa italiana

#### Finale
| Arbitri: | Duccio Maschio (Firenze) Leonardo Solfanelli (Livorno) Diletta Bandinelli (Murlo) |

|             |          |             |
| Striulli 15 | Punti    | 18 Dotto    |
| Striulli 2  | Assist   | 6 Dotto     |
| Udodenko 6  | Rimbalzi | 10 Anderson |

### Coppa Italia

#### Semifinale
| Arbitri: | Duccio Maschio (Firenze) Diletta Bandinelli (Siena) Chiara Vanzini (Milano) |

|                      |          |            |
| Yacoubou 23          | Punti    | 15 Keys    |
| Gatti, Tagliamento 3 | Assist   | 6 Gianolla |
| Yacoubou 10          | Rimbalzi | 7 Mahoney  |

#### Finale
| Arbitri: | Federico Brindisi (Torino) Angela Rita Castiglione (Palermo) Rosa Anna Nocera (Catanzaro) |

|                       |          |                     |
| Drammeh 17            | Punti    | 12 Macchi, Yacoubou |
| Battisodo, Striulli 2 | Assist   | 4 Gatti             |
| Roberts 6             | Rimbalzi | 9 Anderson          |

### EuroLega (Coppa Europea)

#### Regular Season (gruppo B)

##### Classifica
|    | Squadra                 | P.ti | G  | V  | P  | PF   | PS   | DP   |
| -- | ----------------------- | ---- | -- | -- | -- | ---- | ---- | ---- |
| 1. | Yakın Doğu Üniversitesi | 26   | 14 | 12 | 2  | 1085 | 931  | +154 |
| 2. | UMMC Ekaterinburg       | 25   | 14 | 11 | 3  | 1057 | 842  | +215 |
| 3. | Fenerbahçe              | 24   | 14 | 10 | 4  | 986  | 959  | +27  |
| 4. | Beretta Famila Schio    | 21   | 14 | 7  | 7  | 914  | 879  | +35  |
| 5. | Perfumerias Avenida     | 21   | 14 | 7  | 7  | 846  | 834  | +12  |
| 6. | Nadezhda Orenburg       | 18   | 14 | 4  | 10 | 935  | 1017 | -82  |
| 7. | Wisła Cracovia          | 18   | 14 | 4  | 10 | 928  | 974  | -46  |
| 8. | Lattes-Montpellier      | 15   | 14 | 1  | 13 | 807  | 1122 | -315 |

##### Girone di andata
| Arbitri: | Nikola Perlic Alakbar Hasanov Jelena Smiljanic |

|                  |          |                          |
| McBride 20       | Punti    | 18 Anderson              |
| Vandersloot 7    | Assist   | 3 Anderson, Dotto, Miyem |
| Hollingsworth 16 | Rimbalzi | 7 Yacoubou               |

| Arbitri: | Alfred Jovovic Petar Denkovski Stanislav Kucera |

|                    |          |                      |
| Miyem, Yacoubou 13 | Punti    | 15 Dabović           |
| Dotto 9            | Assist   | 4 Vardarlı-Demirmen  |
| Anderson 13        | Rimbalzi | 6 Vaughn, Verameenka |

| Arbitri: | Andrei Sharapa Tamas Benczur Ivana Ivanovic |

|                     |          |                |
| Šilova 12           | Punti    | 16 Zandalasini |
| Ygueravide 4        | Assist   | 6 Anderson     |
| Čerepanova, Majga 6 | Rimbalzi | 8 Yacoubou     |

| Arbitri: | Vladimir Tsekov Sebastien Clivaz Juris Kokainis |

|           |          |                |
| Parker 22 | Punti    | 19 Zandalasini |
| Reid 8    | Assist   | 10 Anderson    |
| Parker 9  | Rimbalzi | 8 Anderson     |

| Arbitri: | Bojan Jovanic Sergey Krug Jelena Tomic |

|             |          |            |
| Yacoubou 15 | Punti    | 18 Sottana |
| Macchi 5    | Assist   | 6 Bernies  |
| Yacoubou 10 | Rimbalzi | 7 Bankolé  |

| Arbitri: | Martin Horozov Andrada Csender Ivor Matejek |

|           |          |            |
| Griner 24 | Punti    | 11 Dotto   |
| Torrens 4 | Assist   | 3 Dotto    |
| Torrens 9 | Rimbalzi | 8 Yacoubou |

| Arbitri: | Vasiliki Tsaroucha Christoph Rohacky Jelena Smiljanic |

|             |          |                   |
| Anderson 18 | Punti    | 12 Givens         |
| Dotto 4     | Assist   | 5 Domínguez       |
| Anderson 10 | Rimbalzi | 5 Elonu, Nicholls |

##### Girone di ritorno
| Schio 14 dicembre 2017 8ª giornata | Famila Schio | 65 – 72 referto | Yakın Doğu | PalaRomare |

| Istanbul 20 dicembre 2017 9ª giornata | Fenerbahçe | 83 – 77 referto | Famila Schio | Metro Energy Sports Hall |

| Schio 4 gennaio 2018 10ª giornata | Famila Schio | 78 – 64 referto | Nadežda Orenburg | PalaRomare |

| Schio 11 gennaio 2018 11ª giornata | Famila Schio | 59 – 68 referto | Wisła Cracovia | PalaRomare |

| Lattes 17 gennaio 2018 12ª giornata | Lattes Montpellier | 56 – 75 referto | Famila Schio | Palais des sports |

| Schio 25 gennaio 2018 13ª giornata | Famila Schio | 55 – 68 referto | UMMC Ekaterinburg | PalaRomare |

| Salamanca 31 gennaio 2018 14ª giornata | Avenida | 65 – 58 referto | Famila Schio | Pabellón de Würzburg |

#### Play-off

##### Quarti di finale
| Arbitri: | Vasiliki Tsaroucha Dariusz Zapolski Gytis Vilius |

|            |          |              |
| Prince 17  | Punti    | 16 Yacoubou  |
| Ogwumike 6 | Assist   | 4 Yacoubou   |
| Ogwumike 8 | Rimbalzi | 6 Hruščáková |

| Arbitri: | Jasmina Juras Sebastien Clivaz Özlem Yalman |

|                      |          |               |
| Zandalasini 18       | Punti    | 23 McCoughtry |
| Yacoubou 7           | Assist   | 8 Prince      |
| Dotto, Zandalasini 4 | Rimbalzi | 5 McCoughtry  |

## Statistiche

### Statistiche di squadra
| Competizione        | Punti | In casa | In casa | In casa | In casa | In casa | In trasferta | In trasferta | In trasferta | In trasferta | In trasferta | Totale | Totale | Totale | Totale | Totale | Totale |
| Competizione        | Punti | G       | V       | P       | Ptf     | Pts     | G            | V            | P            | Ptf          | Pts          | G      | V      | P      | Ptf    | Pts    | Diff.  |
| ------------------- | ----- | ------- | ------- | ------- | ------- | ------- | ------------ | ------------ | ------------ | ------------ | ------------ | ------ | ------ | ------ | ------ | ------ | ------ |
| Serie A1            | 38    | 10      | 10      | 0       | 801     | 575     | 12           | 9            | 3            | 810          | 725          | 22     | 19     | 3      | 1611   | 1300   | +311   |
| Play-off            |       | 6       | 5       | 1       | 398     | 353     | 5            | 3            | 2            | 352          | 317          | 11     | 8      | 3      | 750    | 670    | +80    |
| Coppa Italia        |       | -       | -       | -       | -       | -       | 2            | 2            | 0            | 139          | 101          | 2      | 2      | 0      | 139    | 101    | +38    |
| Supercoppa italiana |       | -       | -       | -       | -       | -       | 1            | 1            | 0            | 70           | 54           | 1      | 1      | 0      | 70     | 54     | +16    |
| EuroLega            | 21    | 7       | 4       | 3       | 440     | 426     | 7            | 3            | 4            | 474          | 453          | 14     | 7      | 7      | 914    | 879    | +35    |
| EuroLega (Play-off) | -     | 1       | 0       | 1       | 60      | 73      | 1            | 0            | 1            | 61           | 73           | 2      | 0      | 2      | 121    | 146    | -25    |
| Totale              | 59    | 24      | 19      | 5       | 1699    | 1427    | 28           | 18           | 10           | 1906         | 1723         | 52     | 37     | 15     | 3605   | 3150   | +455   |

### Andamento in campionato
stagione regolare
| Giornata  | 1 | 2 | 3 | 4 | 5 | 6 | 7 | 8 | 9 | 10 | 11 | 12 | 13 | 14 | 15 | 16 | 17 | 18 |
| --------- | - | - | - | - | - | - | - | - | - | -- | -- | -- | -- | -- | -- | -- | -- | -- |
| Luogo     | T | C | T | C | T | C | T | C | T | T  | T  | C  | T  | C  | T  | C  | T  | C  |
| Risultato | V | V | P | V | V | V | V | V | V | V  | P  | V  | V  | V  | P  | V  | V  | V  |
| Posizione | 3 | 1 | 5 | 2 | 2 | 2 | 1 | 1 | 1 | 1  | 1  | 1  | 1  | 1  | 1  | 1  | 1  | 1  |

Legenda:

Luogo: C = Casa; T = Trasferta. Risultato: V = Vittoria; P = Sconfitta.
fase a orologio
| Giornata  | 1 | 2 | 3 | 4 |
| --------- | - | - | - | - |
| Luogo     | T | C | T | C |
| Risultato | V | V | V | V |
| Posizione | 1 | 1 | 1 | 1 |